# Antônio Gaspar (político)
Antônio Pinheiro Gaspar, mais conhecido como Antônio Gaspar (Viana, 28 de abril de 1943) é um farmacêutico, bioquímico e político brasileiro. Exerceu o mandato de deputado federal constituinte em 1988.

## Dados biográficos
Filho de Conceição Maria Pinheiro Gaspar e  Armando Oliveira Gaspar , Antonio cursou Farmácia e Bioquímica no município de São Luís em seu estado de origem. Foi no meio acadêmico que o maranhense deu seus primeiros passos na política, sendo membro ativo de movimento estudantil e tendo, inclusive, assumido a presidência da União Maranhense de Estudantes Secundaristas durante o período, entre 1962 e 1964.

## Carreira política
Seu primeiro partido foi o PMDB, pelo qual foi eleito deputado federal, com 24.189 votos, nas eleições de 1986. Na Câmara dos Deputados do Brasil, participou do processo de elaboração da Constituição da República Federativa do Brasil de 1988.
Para o processo eleitoral de 1990, mudou de partido, deixando o PMDB e ingressando no PSDB. Antônio Gaspar tentou a reeleição para o cargo de deputado federal, mas não obteve sucesso. Seis anos depois, Gaspar pleiteou a vaga de prefeito de Viana, sua cidade natal. pelo partido  PSDB, porém foi derrotado por Messias Costa Neto, do Partido dos Trabalhadores.
Após o insucesso na candidatura municipal, voltou ao cargo de professor universitário e de empresário, que ocupava antes mesmo de entrar na política.
Em 2013, Antônio Gaspar esteve entre os homenageados na Ordem dos Advogados do Brasil, seccional Maranhão, pela participação na Assembleia Nacional Constituinte de 1987.